# Stig Björklund

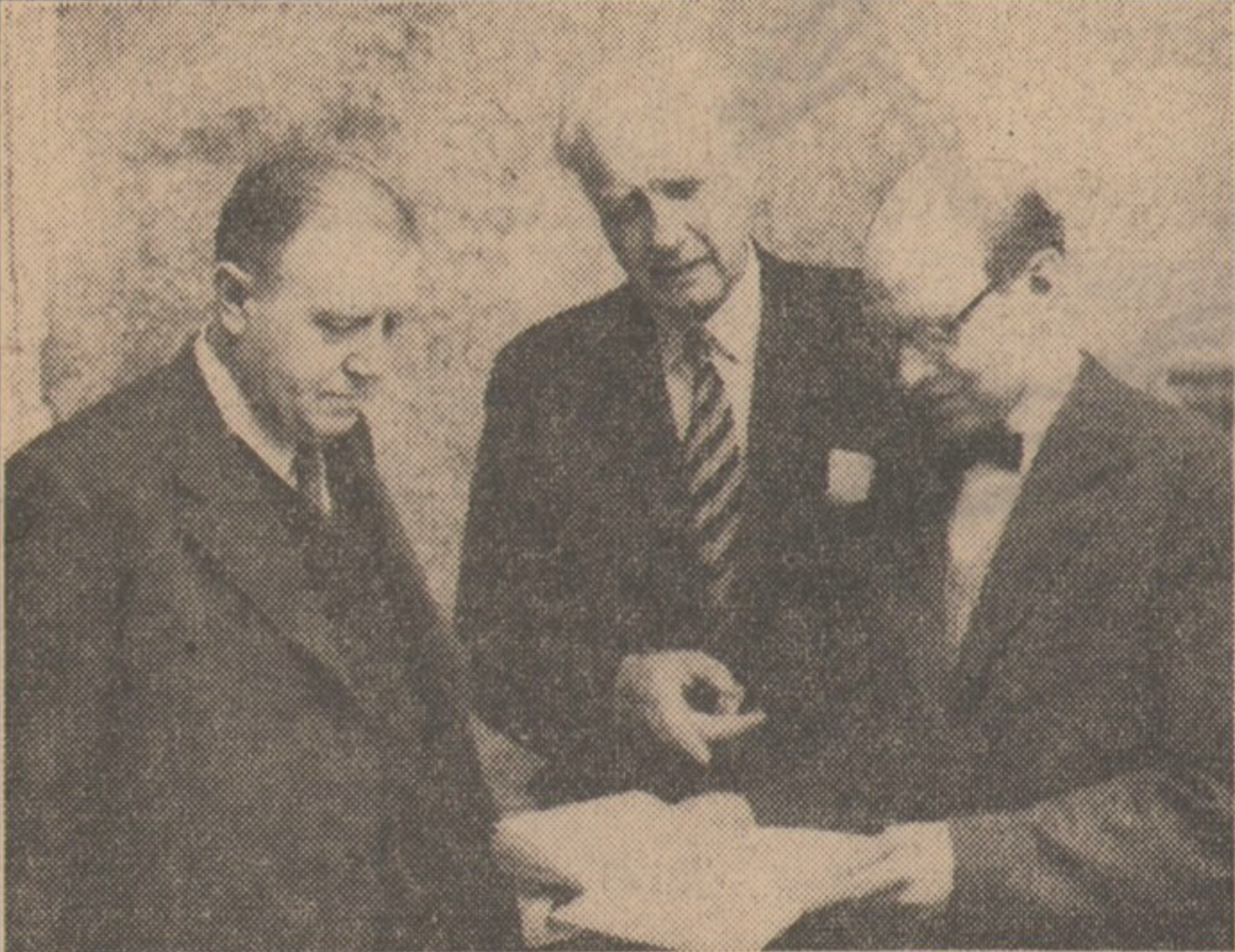
Folke Hedblom, Dag Strömbäck och Stig Björklund studerar det ombrutna korrekturet på Dalmålsordbokens första ark.

Stig Hilding Ragnar Björklund, född 19 februari 1919, död 18 oktober 2000, var en svensk dialektolog och forskningsarkivarie med inriktning på dalmål.

## Biografi
Björklund var född i Nor i Värmland som son till kaptenen Ragnar Björklund och Constance Björklund (född Christersson), men kom dock till Uppsala som tonåring. Där fick han tidigt, som 17–18-åring, tjänst på dåvarande Landsmålsarkivet i Uppsala (nuvarande Institutet för språk och folkminnen) efter att dalmålsforskaren Lars Levander hade blivit uppmärksam på Björklunds förmåga. Enligt arkivets årsberättelse 1937 hade han under det gångna året tjänstgjort vid arkivets dalmålsundersökning i 1030 timmar. Vid arkivet träffade han också sin blivande hustru Gunvor ”Gun” Björklund (född Wennström, 1913–2008) som också hade fått anställning där år 1936. De gifte sig 1944.
Björklund avlade studentexamen som privatist och tog sedan kandidat-, licentiat- och doktorsexamen. Han disputerade 1956 med avhandlingen Älvdalsmålet i Andreas Johannis Prytz' Comoedia om Konung Gustaf then första 1622, där han fastställde vem som hade författat dalmålspartierna av pjäsen, och hur älvdalsmålet i denna pjäs skiljer sig från dagens älvdalsmål. År 1966 blev han docent i nordiska språk i Uppsala.
Lars Levander var Björklunds lärofader och han kom att arbeta med dalmålen under hela sitt liv. Under 1940-talet hade Levander börjat arbeta på manuskriptet till vad som kom att bli Ordbok över folkmålen i övre Dalarna och Björklund hjälpte Levander med kompletterande material. När Levander avled år 1950 tog Björklund över, och det första häftet publicerades 1961. 1962 blev han förste arkivarie vid arkivet, och han förblev huvudansvarig för ordboken fram till 1989.
Makarna Björklund är begravda på Rasbokils kyrkogård.